# 川又堅碁
川又堅碁（1989年10月14日—），日本足球運動員，現效力日乙球隊千葉市原，司職前鋒，前日本國家足球隊成員。

## 俱樂部生涯
川又坚碁1989年10月14日出生，2008年从爱媛县立小松高中毕业加盟新潟天鹅，但无法得到出场机会及取得进球。2007年在爱媛FC作為特別指定選手在日乙有過2次出場，去年被租借到日乙的冈山绿雉，出场38场进18球。
新潟天鹅前锋川又坚碁今年结束在冈山绿雉的租借归队后(上赛季在冈山打进18球)，在联赛中打进23球，使他成为新潟单季进球数最多的球员。
效力名古屋鲸鱼日本代表前锋川又坚碁转会至磐田喜悦 。
川又堅碁凭借自己的个人能力突破了浦和红钻的防线，在一场比赛中打进两球，帮助磐田2:1赢下了比赛。

## 國家隊生涯
由于川崎前锋前锋小林悠在本轮客场对山形山神的比赛中受伤，因此原本在候补名单中的名古屋鲸鱼前锋川又坚碁顶替小林悠正式入选日本国家队3月的友谊赛大名单。
名古屋鲸鱼官方宣布前锋川又坚碁因伤退出本次国家队，川又坚碁在国家队训练时出现撞伤。
川又坚碁入选日本国家足球队出战过2015年東亞盃，在2015年东亚杯中代表日本国家足球队出场3次，没有取得进球。
浅野拓磨因伤退出国家队，磐田喜悦中锋川又坚碁入选。

## 外部連結
- Profile at Jubilo Iwata （页面存档备份，存于）
- 日本職業足球聯賽中的川又堅碁 （日語）